# Osann-Monzel
Osann-Monzel là một đô thị ở huyện Bernkastel-Wittlich, trong bang Rheinland-Pfalz, Đô thị Osann-Monzel có diện tích 16,58 km², dân số thời điểm ngày 31 tháng 12 năm 2006 là 1651 người.